# Rupela tinctella
Rupela tinctella là một loài bướm đêm trong họ Crambidae.